# Sphaeradenia duidae
Sphaeradenia duidae är en enhjärtbladig växtart som beskrevs av Gunnar Wilhelm Harling. Sphaeradenia duidae ingår i släktet Sphaeradenia och familjen Cyclanthaceae. Inga underarter finns listade.